# Juniperus sabina
Juniperus sabina L., 1753, conhecida pelos nomes comuns de sabina e sabina-rasteira', é uma espécie do género Juniperus cuja área de distribuição natural se estende pelas montanhas do centro e sul da Europa e do oeste e centro da Ásia, desde o sudoeste da Península Ibérica à Turquia e para leste até ao sueste da Sibéria, em geral ocorrendo a altitudes entre os 1000e os 3300 m. Também foi assinalada nas montanhas do noroeste de Marrocos e do norte da Argélia.